# Claude Deniot
Claude Deniot, né le 26 avril 1895 à Savigny-Poil-Fol et mort le 18 septembre 1938 au Creusot, est un coureur cycliste français, professionnel de 1923 à 1925.

## Biographie
Claude Deniot est décédé accidentellement le 18 ou le 19 septembre 1938.

## Palmarès
- 1921
  - 3e du Circuit de l'Allier
- 1923
  - Circuit du Jura
  - 3e de Lyon-Grenoble-Lyon
- 1924
  - 3e du Circuit du Jura
- 1925
  - 3e de Nevers-Vichy-Nevers
  - 3e de Marseille-Lyon
- 1926
  - 2e du Circuit de l'Allier

## Résultats sur le Tour de France
1 participation :
- 1923 : non partant à la 1re étape.